# Baliangao
Baliangao is een gemeente in de Filipijnse provincie Misamis Occidental op het eiland Mindanao. Bij de laatste census in 2007 had de gemeente bijna 15 duizend inwoners.

## Geografie

### Bestuurlijke indeling
Baliangao is onderverdeeld in de volgende 15 barangays:
| - Del Pilar - Landing - Lumipac - Lusot - Mabini - Magsaysay - Misom - Mitacas | - Naburos - Northern Poblacion - Punta Miray - Punta Sulong - Sinian - Southern Poblacion - Tugas |

## Demografie
Baliangao had bij de census van 2007 een inwoneraantal van 14.927 mensen. Dit zijn 375 mensen (2,6%) meer dan bij de vorige census van 2000. De gemiddelde jaarlijkse groei komt daarmee uit op 0,35%, hetgeen lager is dan het landelijk jaarlijks gemiddelde over deze periode (2,04%). Vergeleken met de census van 1995 is het aantal mensen met 1.788 (13,6%) toegenomen.

De bevolkingsdichtheid van Baliangao was ten tijde van de laatste census, met 14.927 inwoners op 81,72 km², 182,7 mensen per km².